# Holzkirche Elend

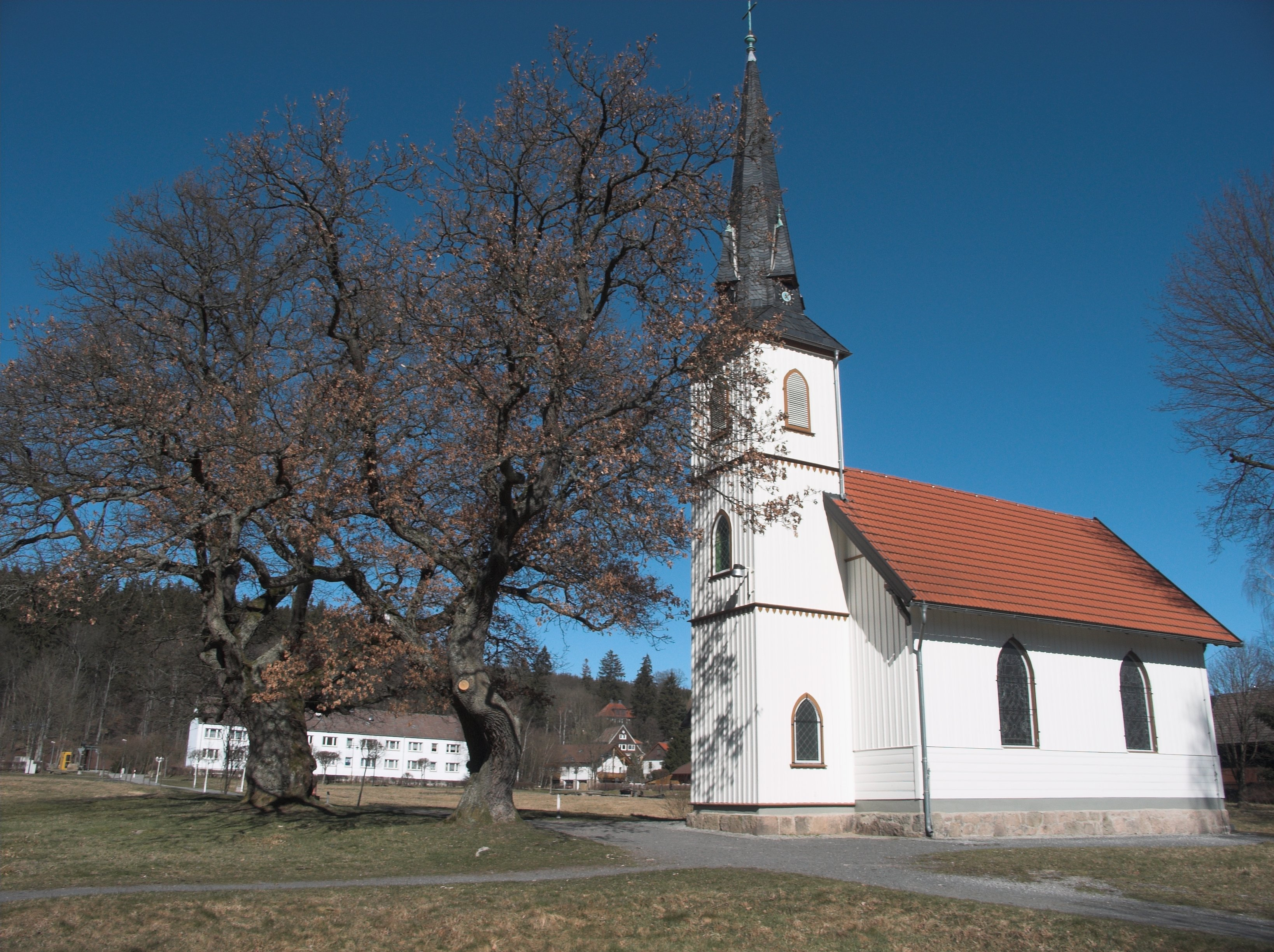

Die Holzkirche in Elend ist ein Sakralbau im Ortsteil Elend der Gemeinde Oberharz am Brocken im Harz. Sie gehört zur Evangelischen Stadtkirchengemeinde Elbingerode der Evangelischen Kirche in Mitteldeutschland. Sie gilt als kleinste Holzkirche Deutschlands und wurde am 27. Juni 1897 geweiht.

## Baugeschichte und Beschreibung
Der Kirchenbau wurde hauptsächlich aus Spenden finanziert. Im neugotischen Stil nach Plänen des Wernigeröder Architekten E. Niewerth 1896/97 errichtet, fehlten zunächst Turm und Apsis. Über dem Westgiebel war lediglich ein Dachreiter mit spitzer Haube errichtet worden. Erst nach einer Stiftung des in Elend geborenen Kommerzienrates George Schlägel aus dem Jahre 1904 konnten die fehlenden Gebäudeteile ergänzt werden. Danach wies die Kirche einen Grundriss von fünf mal elf Metern auf. Der zweiachsige, holzverschalte Fachwerkbau trägt ein Satteldach, der Turm wird von einem achteckigen Spitzhelm bekrönt. Die rechteckige Apsis wurde ebenfalls mit einem Satteldach versehen und ist in der Breite schmaler als das Kirchenschiff. Von 1990 bis 1994 erfolgte eine Totalsanierung der Kirche.

Erneute Sanierung der Kirche von 9. Mai bis 30. September 2022, Schäden am Fachwerk und am Holzbeschlag der Fassade.

## Inventar
Der Altar stammt aus der Erbauungszeit der Kirche. Es wird vermutet, dass es sich um eine erzgebirgische Holzschnitzerei handelt, die dem Altar der Elbingeröder Stadtkirche nachempfunden ist. Auch der Altarbehang mit dem Lamm-Gottes-Symbol stammt aus dem Einweihungsjahr. Der Altar ist rollbar und kann je nach Bedarf vor- und zurückgerollt werden.
Die heutige Kanzel löste 1908 die mit zwei Metern Höhe überdimensionierte Vorgängerin ab. Auch sie ist eine Holzschnittarbeit und stammt aus der Werkstatt des Hannoveraners Wolfgang Petersen. Sie zeigt mit Petrus, Mose und Paulus der Personen aus der Bibel. Stifter der Kanzel war der ortsansässige Claus Witte.
Claus Witte und sein Bruder Otto Witte stifteten 1908 auch die vier Fenster im Kirchenschiff. Es sind Bleiverglasungen, die die vier Evangelisten Lukas, Markus, Matthäus und Johannes zeigen. Im Altarfenster ist Christus mit Dornenkrone und gefesselt dargestellt. Dieses Fenster wurde von der Glasmalerfirma Henning & Andres aus Hannover nach einem Gemälde von Peter Paul Rubens gefertigt und von den Geschwistern Spormann aus Elend gestiftet. Die Fenster wurden 1990 restauriert.
Die Orgelbaufirma Friedrich Ladegast & Sohn aus Weißenfels erbaute 1897 die Orgel. Stifter war auch hier der Kommerzienrat Schlägel. Es handelt sich um ein zweimanualiges Instrument mit sechs Registern, dessen Disposition in den 1950er Jahren verändert wurde. Sie verfügt über 400 Pfeifen, deren längste 2,60 m und die kleinste 15 mm misst.
Die einzige Glocke der Holzkirche wurde 1901 von der Stadt Elbingerode erworben, wo sie zuvor in der dortigen Kirche gehangen hatte. Die 200 kg schwere Bronzeglocke war 1857 von der Glockengießerei Ulrich in Apolda/Laucha gegossen worden. Sie muss von Hand geläutet werden.
Im Turmhelm der Kirche ist eine funkgesteuerte elektrisch betriebene Uhr installiert, deren vier Zifferblätter in die vier Himmelsrichtungen zeigen. Der Schlaggong befindet sich an der Ostseite des Turms und ertönt zu jeder vollen und halben Stunde.

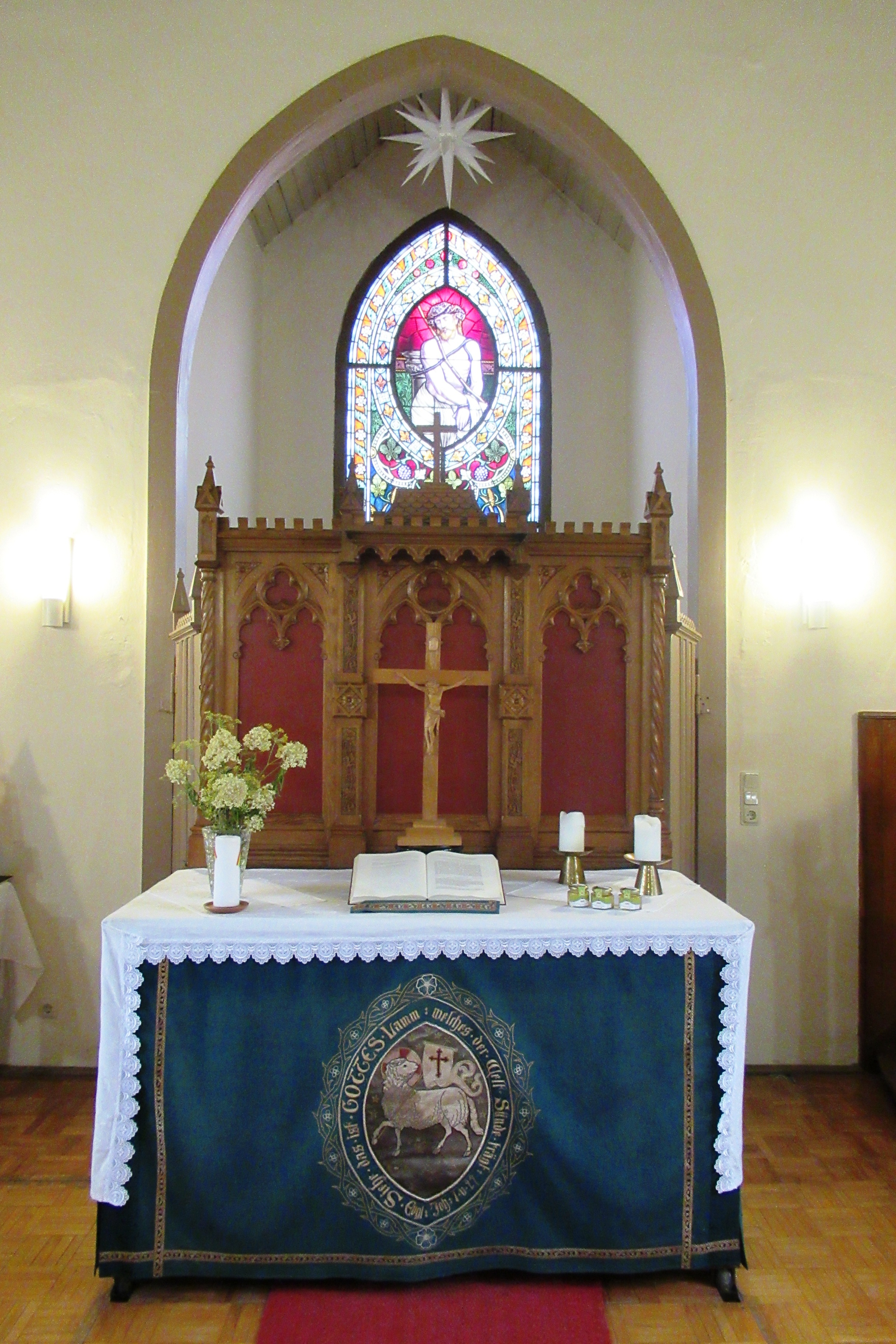
Altar
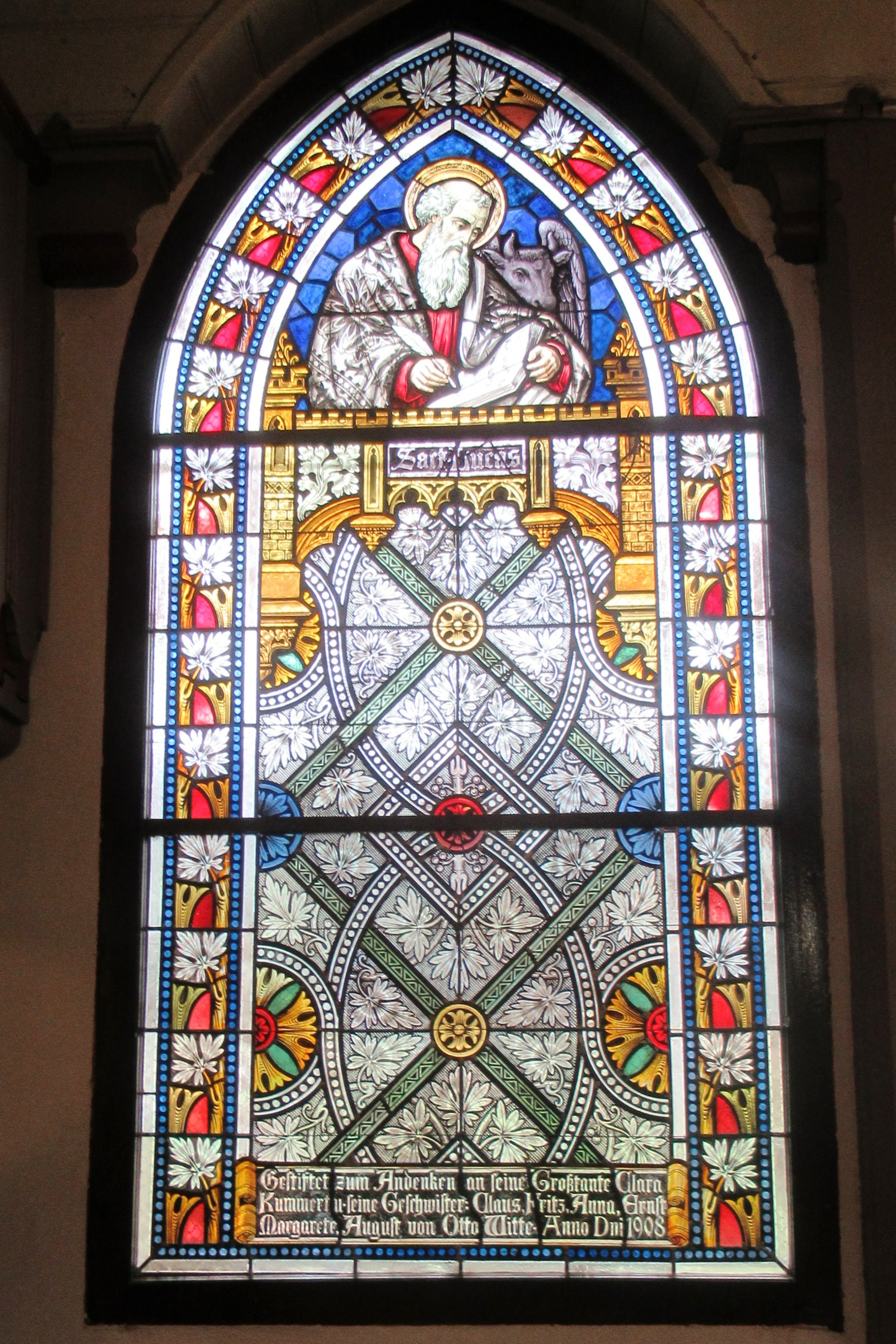
Fenster St. Lukas
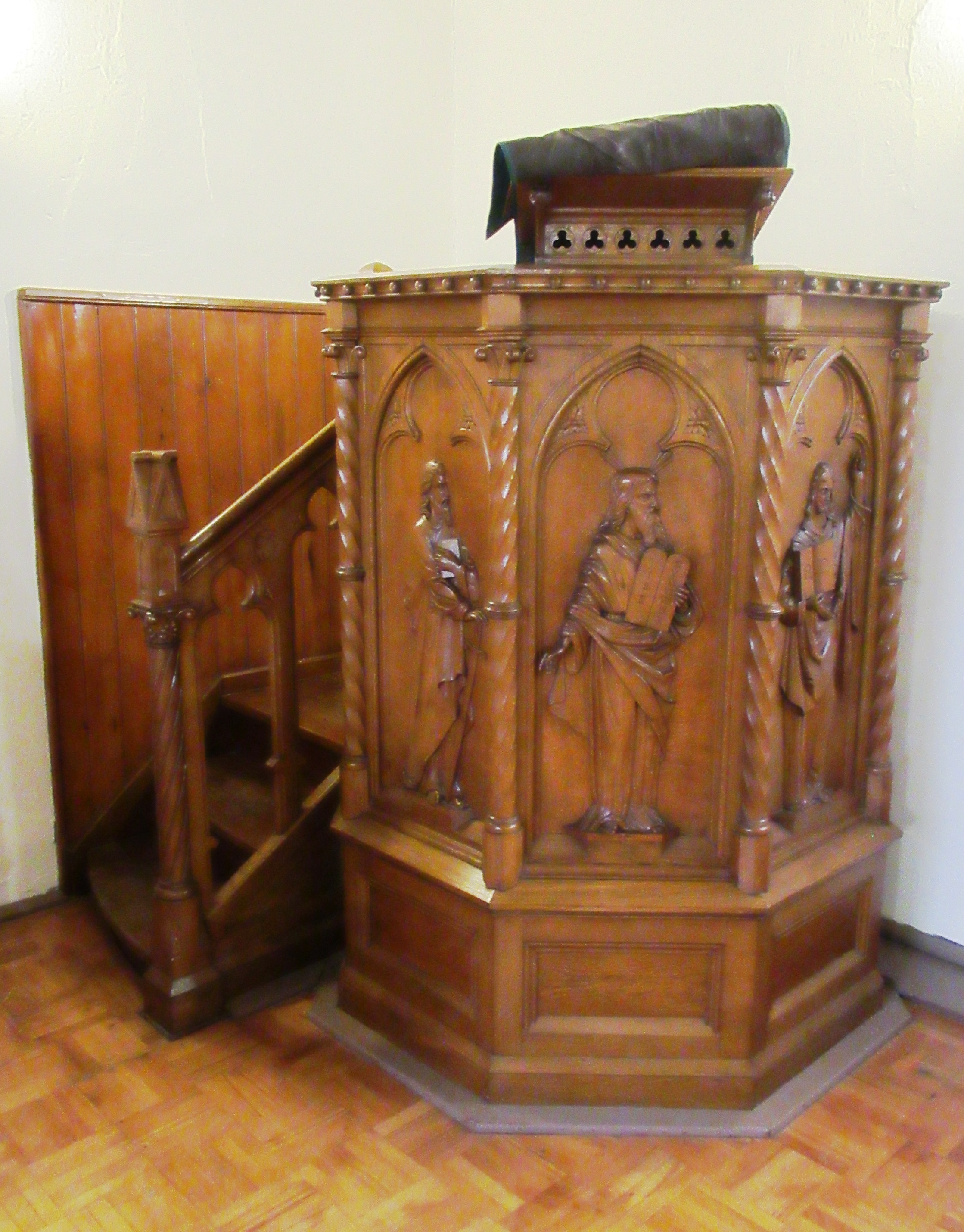
Kanzel
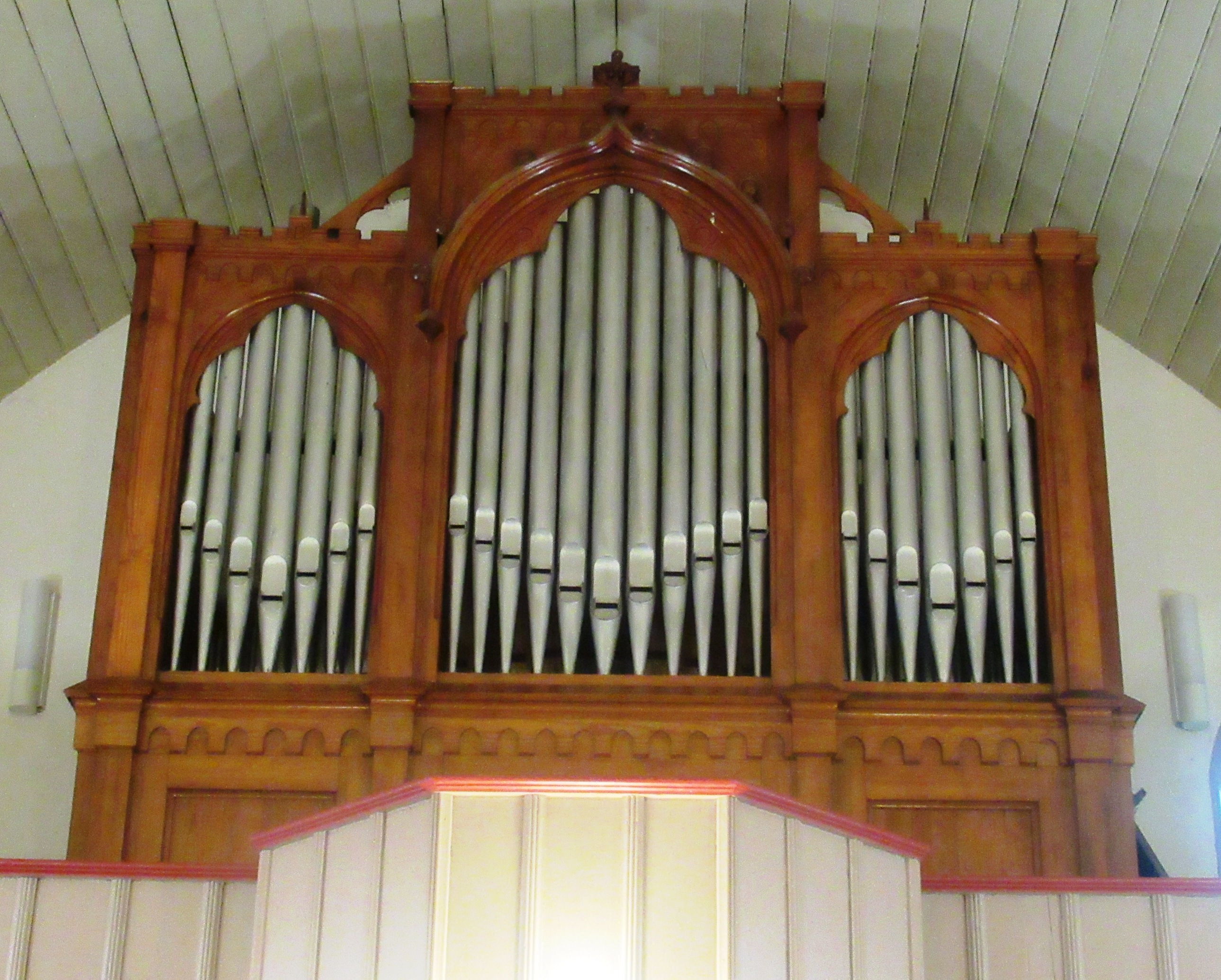
Orgelprospekt